# Путовање плавог лонца
„Путовање плавог лонца” је југословенски кратки анимирани филм из 1983. године. Режирао га је Мате Ловрић који је написао и сценарио.